# Rust (film)
Pour les articles homonymes, voir Rust.
Pour plus de détails, voir Fiche technique et Distribution.
Rust est un film américain réalisé par Joel Souza et dont la sortie est prévue en 2024. Ce western met en vedette Alec Baldwin, Travis Fimmel, Brady Noon et Frances Fisher.  
En octobre 2021, la production du film est stoppée sine die après un accident de tir mortel sur le plateau de tournage. À la suite d'un accord entre Alec Badwin et les producteurs du film, le tournage reprendra en janvier 2023. 
Après de longs reports à la suite de l'accident, il est finalement présenté en avant-première au festival Camerimage en novembre 2024.

## Synopsis
Dans le Kansas des années 1880, un hors-la-loi nommé Harland Rust sauve son petit-fils Lucas, âgé de 13 ans, après qu'il a été condamné à la pendaison pour un homicide involontaire. Devenus fugitifs, les deux hommes sont poursuivis par un shérif et un chasseur de primes.

## Fiche technique
- Réalisation : Joel Souza
- Scénario et dialogues : Joel Souza et Alec Baldwin
- Photographie : Halyna Hutchins, tuée accidentellement par un tir durant le tournage
- Production : Alec Baldwin
- Pays de production :  États-Unis
- Date de sortie :
  - Pologne : 20 novembre 2024 (Camerimage)
  - États-Unis : 2 mai 2025 (en VOD)[3]

## Distribution
- Alec Baldwin : Harland Rust
- Travis Fimmel : Fenton "Preacher" Lang
- Patrick Scott McDermott : Lucas
- Frances Fisher : grand-tante de Lucas
- Josh Hopkins : shérif Wood Helm

## Production

### Genèse et développement
En mai 2020, il a été annoncé qu'Alec Baldwin produirait et jouerait dans Rust, un western basé sur un scénario qu'il a créé avec le scénariste et réalisateur Joel Souza. 
Ce film Rust est produit avec un budget de 6 à 7 millions de dollars (un budget assez faible) et a été décrit comme un « projet passion ». Les droits de distribution du film ont été vendus pour 2 millions de dollars pendant la phase de pré-production. Travis Fimmel, Brady Noon et Frances Fisher ont rejoint le casting en septembre 2021, Jensen Ackles ayant été engagé le mois suivant. En raison du faible budget, le calendrier de tournage était limité à 21 jours. Le tournage a commencé au Nouveau-Mexique le 6 octobre 2021.

### Accident mortel de tir à balles réelles (en lieu et place d'un tir à blanc)
Lors du douzième jour de tournage sur les vingt et un prévus, sur le lieu de ce tournage à Bonanza City, au Nouveau-Mexique (en), au sud-ouest de Santa Fe aux États-Unis, la directrice de la photographie Halyna Hutchins a été mortellement touchée et le réalisateur Joel Souza a été blessé par l'acteur Alec Baldwin lorsqu'il a tiré avec un revolver chargé d'une balle réelle, qui lui avait été fourni comme accessoire. L'arme n'avait pas fait l'objet d'un contrôle de sécurité approfondi au préalable.
L'incident fait l'objet d'une enquête menée par le bureau du shérif du comté de Santa Fe, le procureur du premier district judiciaire du Nouveau-Mexique et le bureau de la santé et de la sécurité au travail du Nouveau-Mexique. La production du film a été suspendue pour une durée indéterminée. L'incident a suscité un débat sur la sécurité au travail dans l'industrie cinématographique, le traitement de ses employés et l'utilisation de vraies armes à feu comme accessoires. Les jours précédant la mort accidentelle de Halyna Hutchins, plusieurs incidents et entorses aux procédures avaient déjà été constatés avec les armes, sans conséquences dramatiques mais sans déclencher non plus d'analyses plus poussées sur la sécurité,.
Hannah Guttierez-Reed, alors armurière responsable des armes à feu sur le tournage du film, a admis ne pas avoir revérifié l'arme et ses munitions après la pause déjeuner, moment de la reprise du tournage. Le 15 avril 2024, l'armurière est condamnée à 18 mois de prison ferme pour homicide involontaire. Le producteur du film Alec Baldwin est également accusé d'homicide involontaire.

### Accident de morsure d'araignée
Quelques semaines après l'accident de tir durant le tournage, un accessoiriste, Jason Miller, a été mordu au bras par une araignée violoniste, dite encore recluse brune alors qu'il fermait le plateau. À la suite de la morsure, Miller a souffert d'une nécrose de la peau et d'une septicémie. Il a été hospitalisé et a subi de multiples opérations chirurgicales pour combattre l'infection causée par la morsure afin d'éviter l'amputation de son bras. Il est possible qu'il perde le contrôle de son bras à cause de l'infection,.